# Cas Gabriel Cruz
El Cas Gabriel Cruz o Operació Nemo fa referència als esdeveniments lligats a la desaparició de l'infant Gabriel Cruz Ramírez, la vesprada del 27 de febrer de 2018 a la localitat d'Almeria, Las Hortichuelas, Espanya i el seu immediat assassinat en una finca familiar a prop de la localitat de Rodalquilar, ambdues en el municipi de Níjar.
El menor, de tan sols vuit anys, desaparegué en el trajecte entre la casa de l'àvia paterna i la d'uns familiars, que és a uns cent metres de distància (trenta segons). El seu parador fou desconegut durant els següents dotze dies. S'establí un dispositiu de recerca en el qual participaren més de 5.000 efectius, entre ells 3.000 voluntaris i 2.000 professionals, i es convertí així en la recerca més gran coordinada d'un desaparegut en la història d'Espanya
La troballa del seu cadàver es produí l'11 de març al maleter del vehicle d'Ana Julia Quezada, que en aquells dies festejava amb el pare del menor. Prèviament la presumpta autora del crim havia desenterrat el cos del nen en una finca propietat de la família paterna a Rodalquilar, on suposadament va tenir lloc l'assassinat el mateix dia de la desaparició; el va introduir en el vehicle i es va dirigir al seu habitatge de La Puebla de Vícar. Va ser detinguda a la porta del garatge per la Guàrdia Civil, que la seguia des de temps enrere. Dos dies més tard l'acusada de l'assassinat confessaria els fets.
La investigació del cas va conduir a la realització del judici durant el mes de setembre de 2019. El jurat popular va concloure que l'autora era culpable d'assassinat. La sentència dictada per la Secció Segona de l'Audiència d'Almeria condemnà l'acusada a la presó permanent revisable per l'assassinat i una pena complementària vuit d'anys i tres mesos més per dos delits de lesions psíquiques i dos contra la integritat moral en cadascun dels pares del menor.

## Context

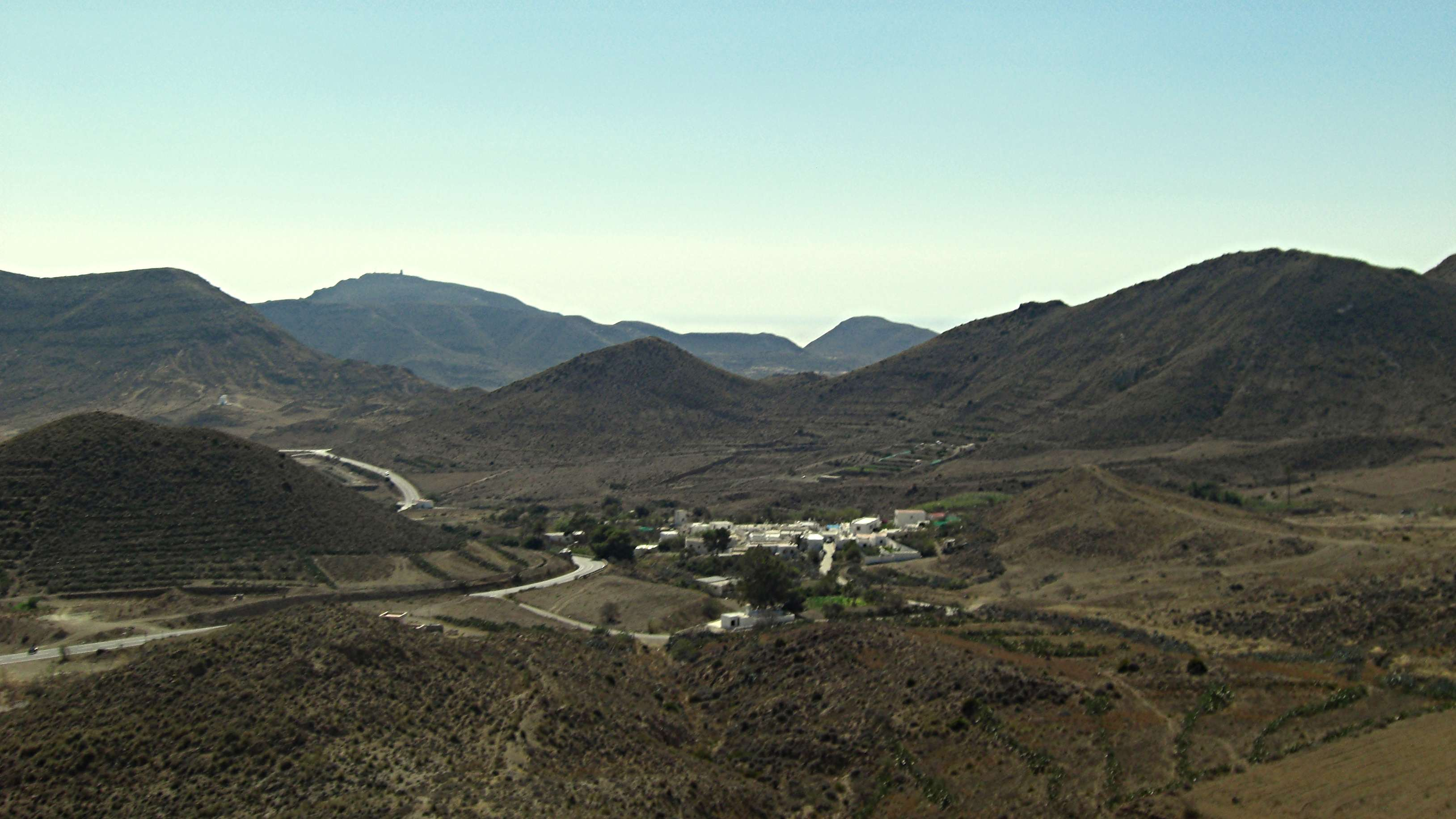
Las Hortichuelas - Un dels escenaris del crim

Gabriel Cruz Ramírez va sortir de casa de la seva àvia paterna el dimarts 27 de febrer de 2018 a les 15: 32 h per anar a casa d'uns cosins a jugar. Entre els dos habitatges hi ha uns cent metres de distància, en els quals cal passar per un camí de terra sense asfaltar i travessar el carrer principal de la localitat. El nen va desaparèixer abans d'arribar al seu destí. Segons els investigadors, a les 18: 00 h l'àvia en veure que no tornava a casa a berenar, va anar a casa dels familiars, va preguntar per ell i li van dir que Gabriel no hi era, ni havia anat aquella tarda. Es va començar llavors la recerca amb els veïns. Van cridar als pares, que estaven en altres localitats, i entre tots van buscar a Gabriel. A les 20: 30 h, aproximadament cinc hores més tard, i confirmar que ningú sabia on era el menor, la seva família va donar la veu d'alarma.
Gairebé una setmana després transcendia la troballa d'una samarreta blanca a uns quatre quilòmetres del lloc de la desaparició. El mateix ministre de l'Interior, Juan Ignacio Zoido, confirmava que les anàlisis realitzades pel laboratori de criminalística de la Guàrdia Civil revelaven la presència d'ADN de l'infant desaparegut a la peça. Més tard, el desenllaç de la investigació demostraria que la troballa de la samarreta va ser fingit per l'assassina de Gabriel. Un altre fet que va donar una pista a la Guàrdia Civil és el fet que quan Ana Julia va trobar la peça de roba estava plovent, i així i tot, la samarreta estava gairebé eixuta.
El 9 de març, la premsa espanyola es va fer ressò de la declaració de dues persones que van assegurar haver vist una furgoneta blanca rondant per la zona on el nen va ser vist per última vegada.
Tan sols dos dies després, el cos del menor va ser trobat a dins d'un altre vehicle: el d'Ana Julia Quezada, que en aquells dies era parella del seu pare.

## Relació dels fets
La desaparició es va produir en el curt trajecte que separa la casa de l'àvia de Gabriel de la dels seus cosins, però les indagacions de la Guàrdia Civil es van estendre en un radi de sis quilòmetres des del punt d'inici de forma generalitzada i es va estendre fins a dotze quilòmetres en llocs específics com pous, antigues mines o cases deshabitades. Els agents es van centrar en les basses de la depuradora de Las Negras, a prop del lloc on Ana Julia Quezada va fingir la troballa de la samarreta. Un equip especialitzat de bussos va buscar el cos de Gabriel a tota la zona. En total es van rastrejar més de 625 quilòmetres i més de 500 punts, entre pous i aljubs.
Una altra de les dificultats que va haver de superar la investigació va ser l'absència de càmeres de vigilància o de seguretat a Las Hortichuelas, on amb prou feines hi ha negocis com restaurants, estancs o sucursals bancàries. Ni tan sols hi ha un caixer automàtic a tota la pedania. Les gasolineres més pròximes són a desenes de quilòmetres. Finalment, la detenció d'Ana Julia Quezada es va efectuar a La Puebla de Vícar, a 73 quilòmetres de Las Hortichuelas.

## L'assassina
Ana Julia Quezada fou detinguda com a presumpta autora material de l'assassinat de Gabriel. Era la parella d'Ángel, el pare. Va néixer el 25 de març de 1974 a Concepción de la Vega, República Dominicana. Va arribar a Espanya el 1995, amb vint-i-un anys, i es va instal·lar a Burgos amb una filla que havia tingut amb disset anys al seu país. El 1996 aquesta nena, Ridelca Josefina Gil Quezada, que tenia llavors quatre anys, va caure per una finestra del setè pis on vivien i va morir. El succés es va tancar en considerar-lo una mort accidental, però les autoritats van anunciar que es tornaria a investigar després de l'assassinat de Gabriel.
El seu arrest es va produir quan desenes d'agents van tallar el pas al seu vehicle mentre es disposava a entrar al garatge d'un bloc de pisos de la localitat de La Puebla de Vícar. Just després, els investigadors van trobar el cadàver de Gabriel Cruz, en obrir el maleter del cotxe.
Encara que en un primer moment va declarar que no havia estat ella, finalment confessà el crim dos dies més tard. Va ser acusada dels delictes d'assassinat, detenció il·legal i contra la integritat moral.
Durant la seva primera compareixença davant el titular, Rafael Soriano, del Jutjat d'Instrucció número 5 d'Almeria, la detinguda es va ratificar en la declaració exposada davant la Guàrdia Civil, en què assenyalava que hi va haver una discussió i una batussa per una destral. Amb aquesta declaració l'acusada intenta culpar el petit Gabriel del seu acte, per així poder-se deslliurar de la presó permanent revisable. Aquest era el fet que ofegués al menor per posar fi a la seva vida i ocultar el seu cadàver a la finca de Rodalquilar a la qual va traslladar el cos del petit. Aquesta versió va ser parcialment desmuntada pels investigadors en el seu relat oficial dels fets, en el qual se cita:
"La acusada asesinó sola al pequeño Gabriel, sin la implicación de terceras personas; se llevó al niño posiblemente por los celos que le tenía; le mató el mismo día de la desaparición asfixiándolo, le enterró tapándolo con piedras decorativas y tablones."
Segons va declarar a posteriori el tinent coronel, Cap Accidental de la Comandància de la Guàrdia Civil d'Almeria, José Hernández Mosquera, es va sospitar d'Ana Julia pràcticament des de l'inici de la investigació. Així i tot, els agents sempre van creure que tenia a Gabriel amb vida i el seu objectiu era que ella els portés fins al petit. Però Gabriel va ser assassinat el mateix dia en què va desaparèixer, com va confirmar l'autòpsia.
El 3 de març Ana Julia va escenificar l'aparició de la samarreta que portava el menor; va dir que l'havia trobat a una distància d'uns quatre quilòmetres de Las Hortichuelas. Per a això va haver de travessar un terreny, arribar a Las Negras i introduir-se en un barranc, cosa que va resultar inversemblant per als investigadors. Cal assenyalar que ella va ser la que va dir a Ángel d'anar a cercar-lo per aquesta zona, i va ser ella qui va trobar la peça. Ángel era a prop però no a la vista en el moment del suposat descobriment. La família va reconèixer la samarreta de Gabriel.
Segons van explicar fonts de la Guàrdia Civil, la troballa de la samarreta va ser un ardit de l'acusada per donar esperances a la seva parella. A prop d'on es va trobar hi vivia l'exparella d'Ana Julia i amb tota probabilitat va pensar que els investigadors orientarien les seves indagacions cap a aquesta persona, però no va tenir èxit.
El dia 11, Ana Julia es va dirigir a l'habitatge de Rodalquilar, mentre estava sotmesa a una estreta vigilància. Els agents van veure com treia del jardí uns taulons, unes pedres i un cos que aparentment era d'una persona menuda que encaixava amb el perfil de Gabriel. El va ficar al maleter i va sortir direcció a la ciutat d'Almeria; va passar Almeria i va arribar a Vícar.Va ser llavors quan l'equip d'investigació va decidir aturar-la en el moment que sortia del cotxe. Van registrar el maleter i van trobar el cos de Gabriel embolicat en una manta, aparentment en bon estat i seminú, només amb roba interior.
Durant l'estada als calabossos es va prendre declaració a la detinguda i va confessar davant del seu advocat l'autoria dels fets, i va donar detalls de com havia llançat la roba de Gabriel en un contenidor de vidre a la localitat de Retamar. Els agents es van dirigir al lloc indicat i van trobar la roba indicada, només hi mancava la samarreta.

### La relació amb la família d'Ángel i Gabriel
Durant la recerca de Gabriel, Ana Julia va participar-hi activament, i es mostrava trista pels fets. Fins i tot donava entrevistes, plorava, fingia i consolava la seva parella. La Guàrdia Civil va revelar que ella administrava a Ángel altes dosis de Diazepam, un ansiolític, per calmar-lo i fer que s'oblidés del tema. També l'havia intentat convèncer durant setmanes que anés amb ella al seu país, però ell s'hi va negar. "Tranquilo, Ángel. Cuando Gabrielito aparezca, y todo esto acabe, nos vamos a casar", li va arribar a dir diverses vegades.

## Repercussió

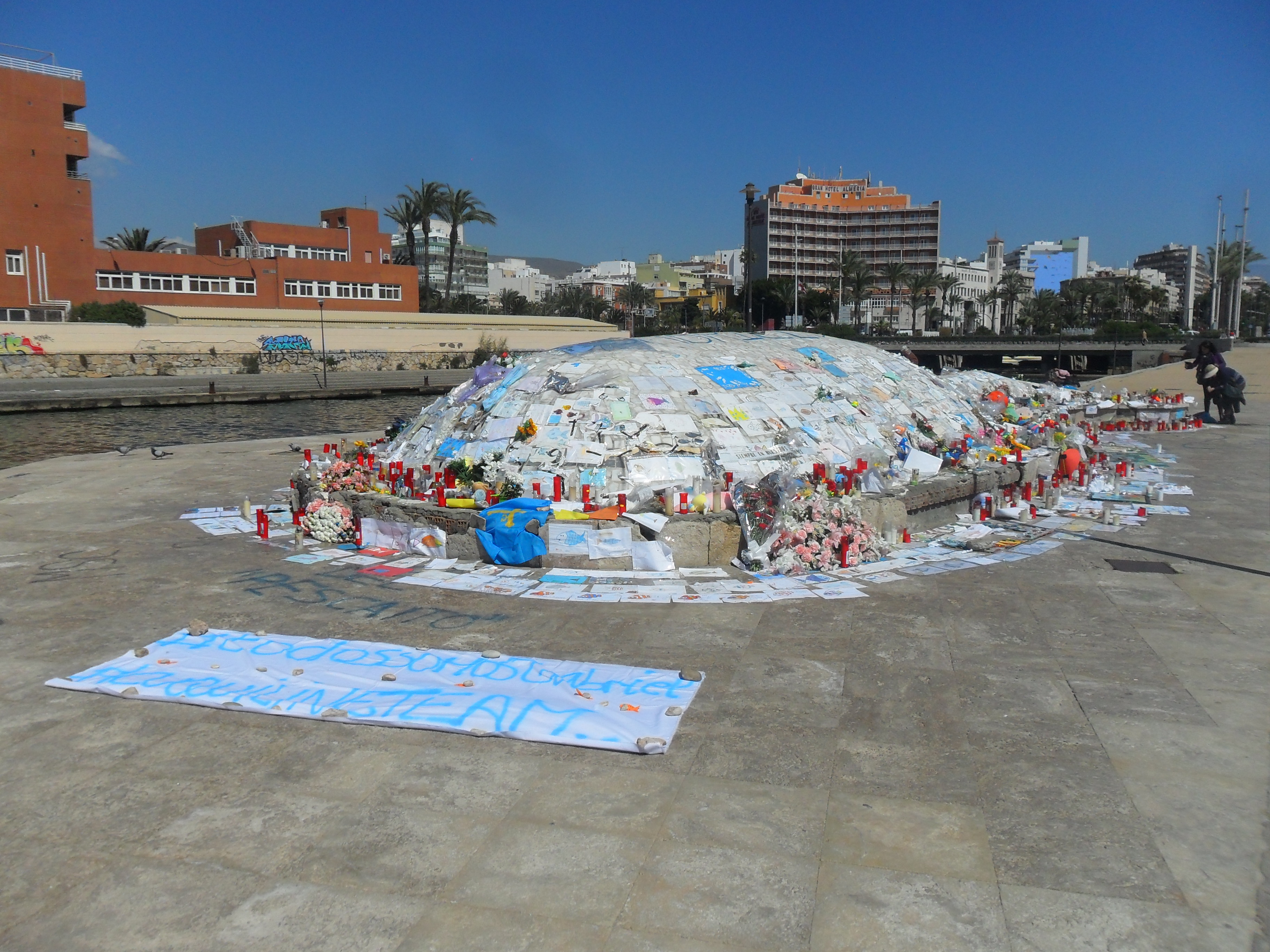
Balena "pescaillo". Homenatge a Gabriel Cruz

El cas de Gabriel Cruz va causar una gran commoció en la societat espanyola. Dos dies abans de l'aparició del seu cos sense vida, es va produir una important manifestació a la capital d'Almeria per demanar el retorn del menor. Els seus pares van declarar que a Gabriel li encantaven els peixos, que li agradava dibuixar-ne i de gran volia ser biòleg marí, i des de llavors el símbol d'un peixet (pescaillo) va omplir les finestres, col·legis, centres públics i xarxes socials de tot el país donant-li suport.

## Judici
El 9 de setembre de 2019 va començar a l'Audiència d'Almeria el judici per la desaparició i mort de l'infant, amb una gran expectació i concurrència dels mitjans de comunicació. El fiscal i l'acusació particular van sol·licitar inicialment presó permanent revisable per l'autora del crim. Un jurat popular, format per set dones i dos homes, va llegir en el primer dia els escrits provisionals de l'acusació i de la defensa i l'exposició inicial de la fiscal i els advocats de les parts.
El jurat popular va considerar culpable d'assassinat amb traïdoria a Ana Julia Quezada, i també va veure provats els delictes de lesions psíquiques als pares de l'infant encara que no va admetre acarnissament. Després d'aquest veredicte la culpable s'enfronta a una pena de presó permanent revisable.
La presó permanent revisable significa un mínim de vint anys de presó. Ana Julia Quezada és la primera dona condemnada a aquesta pena, el més semblant a la cadena perpètua, des que es va establir el 2015. El 2044, la seva situació serà revisada. Passat aquest temps, per sortir en llibertat, haurà de demostrar que s'ha rehabilitat i haurà d'estar en el tercer grau (règim obert).
La sentència també estableix que Quezada, si surt de presó, no podrà viure a Níjar ni acostar-se a menys de 500 metres dels progenitors. La sentència l'obliga a pagar 250.000 euros a cadascun per danys morals i també haurà de fer front a les despeses que l'Estat espanyol va incórrer en la recerca de l'infant, 200.203 euros.